# Geert-Jan Derikx
Geert Jan Marie (Geert-Jan) Derikx ('s-Hertogenbosch, 31 oktober 1980) is een Nederlands hockeyer.
Hij speelde tot dusver 214 officiële interlands (13 doelpunten) voor de Nederlandse hockeyploeg. Hij nam tweemaal deel aan de Olympische Spelen. De verdediger maakte zijn debuut op 1 mei 2002 in de oefeninterland Duitsland-Nederland (1-1). In datzelfde jaar veroverde hij met het Nederlandse team de Champions Trophy. Een jaar later lukte dat opnieuw. In 2007 werd hij met het Nederlands team Europees kampioen.
Derikx, wiens broer Rob Derikx eveneens international is, speelde achtereenvolgens voor Hockeyclub 's-Hertogenbosch en HC Klein Zwitserland, en stapte in het voorjaar van 2005 over naar SCHC uit Bilthoven. Daar geldt hij als de beoogde opvolger van de afgezwaaide Erik Jazet. Na twee jaar als verdediger bij SCHC te hebben gespeeld, stapt hij over naar Amsterdamsche Hockey & Bandy Club.
Derikx draagt het rugnummer 23. Wanneer hij voor de Nederlandse hockeyploeg speelt draagt hij nummer 3.

## Internationale erelijst
| Jaar | Toernooi               | Plaats                | Resultaat     |
| ---- | ---------------------- | --------------------- | ------------- |
| 2002 | Champions Trophy       | Keulen, Duitsland     | Goud          |
| 2003 | Champions Trophy       | Amstelveen, Nederland | Goud          |
|      | Europees kampioenschap | Barcelona, Spanje     | Vierde plaats |
| 2004 | Olympische Spelen      | Athene, Griekenland   | Zilver        |
|      | Champions Trophy       | Lahore, Pakistan      | Zilver        |
| 2005 | Europees kampioenschap | Leipzig, Duitsland    | Zilver        |
| 2005 | Champions Trophy       | Chennai, India        | Zilver        |

Matthijs Brouwer · 
Ronald Brouwer · 
Jeroen Delmee · 
Geert-Jan Derikx · 
Rob Derikx · 
Marten Eikelboom · 
Floris Evers · 
Erik Jazet · 
Karel Klaver · 
Jesse Mahieu · 
Teun de Nooijer · 
Rob Reckers · 
Taeke Taekema · 
Klaas Veering · 
Guus Vogels · 
Sander van der Weide ·
Coach: Terry Walsh
Thomas Boerma · 
Matthijs Brouwer · 
Ronald Brouwer · 
Jeroen Delmee · 
Geert-Jan Derikx · 
Rob Derikx · 
Laurence Docherty · 
Jeroen Hertzberger · 
Robert van der Horst · 
Timme Hoyng · 
Teun de Nooijer · 
Rob Reckers · 
Taeke Taekema · 
Guus Vogels · 
Roderick Weusthof · 
Sander van der Weide ·
Coach: Roelant Oltmans